# Marine Jahan
Pour les articles homonymes, voir Jahan.
Marine Jahan, née en 1959 à Versailles (Yvelines), est une danseuse et actrice française. Elle est connue principalement pour avoir été la doublure de Jennifer Beals en 1983 dans le film Flashdance.

## Biographie
Arrivée aux États-Unis après l'obtention de son baccalauréat, elle intègre la Roland Dupree Dance Academy (en) à Hollywood. Elle fait ses débuts en tant que danseuse sur plusieurs plateaux de télévision ainsi que lors d'une cérémonie des Oscars du cinéma.

### Flashdance
En 1981, elle devient la doublure de Jennifer Beals, l'héroïne de Flashdance, qui n'a pas les capacités pour effectuer les scènes de danse. Quelques jours après la sortie du film, le Los Angeles Times fait de l'information sa couverture. Même si le fait d'avoir recours à une doublure n'est pas vraiment une tromperie en soi, cette révélation fut à l'époque mal acceptée par l'opinion publique car les chorégraphies et les gros plans de certaines parties du corps de Jennifer Beals avaient marqué les esprits et probablement participé au succès du film. La controverse fut d'autant plus marquée que Marine Jahan ne figure pas au générique du film ; selon elle, les producteurs ne voulaient pas « détruire la magie du film ». Aujourd'hui, il ne fait aucun doute que c'est bien Marine Jahan qui apparaît dans la quasi-totalité des scènes de danse (sauf dans la scène finale pour les scènes aériennes et la toupie exécutée par un danseur de breakdance).
Le fait que Jennifer Beals soit métisse alors que Marine Jahan est blanche fut également source de discussion.

### Suite de la carrière
Après cet événement qui lance sa carrière, elle devient la porte-parole pour la marque Reebok et commence une carrière de comédienne.
Par la suite, elle participé à quelques films et séries, notamment Les Rues de feu (Streets of Fire) de 1984, dans lequel elle apparaît en tant que danseuse, et un épisode de la série Le Magicien (The Wizard), en 1987 (La Danseuse, en VO : The Heart of a Dancer). Elle a également interprété le rôle de Madame Saint-Cyr dans la pièce The Scarlet Pimpernel, jouée à Broadway (New York) en 1997.

## Filmographie
Sauf indication contraire, les informations mentionnées dans cette section peuvent être confirmées par la base de données cinématographiques IMDb,  présente dans la section « Liens externes ».

### Actrice
- 1983 : Hooker : Evelyn North (1 épisode)
- 1983 : Flashdance de Adrian Lyne : doublure de Jennifer Beals
- 1984 : Les Rues de feu de Walter Hill : une danseuse
- 1987 : Le Magicien (1 épisode)
- 2007 : Morning Glory de Mary T. Dinh : Mrs. Gordon